# Kibiya
Kibiya es una localidad del estado de Kano, en Nigeria, con una población estimada en marzo de 2016 de 192 800 habitantes.
Se encuentra ubicada al norte del país, a poca distancia al sur de la frontera con Níger.